# Victor Sparapane
Victor Louzada Sparapane (Guarujá, 17 de setembro de 1991) é um ator brasileiro.

## Carreira
Em 2012, estreou na televisão na vigésima temporada de Malhação, da Rede Globo, interpretando Fera. Em 4 de novembro de 2013, estrelou o clipe da música "Zen" da cantora Anitta. Em 2015, fez participações nas novelas Alto Astral e Babilônia. Em 2017, interpretou Jonathan na vigésima quarta temporada de Malhação.
Em 2018, assina contrato com a RecordTV para interpretar Petronius na primeira fase da novela Jesus. Em 2019, interpretou Tadeu na novela Jezabel.
Em 2020, assinou contrato com a Netflix para integrar o elenco da série Cidade Invisível. A série foi lançada em 2021 e ele interpreta Manaus / Boto Cor-de-Rosa, uma das lendas do folclore brasileiro. Victor foi escalado para o elenco da novela Gênesis.

## Filmografia

### Televisão
| Ano     | Título                                  | Personagem                 | Notas         |
| ------- | --------------------------------------- | -------------------------- | ------------- |
| 2012–13 | Malhação                                | Frederico Massafera (Fera) | Temporada 20  |
| 2015    | Alto Astral                             | Victor                     |               |
| 2015    | Babilônia                               | Rapaz                      |               |
| 2017    | Malhação                                | Jonathan                   | Temporada 24  |
| 2018    | Jesus                                   | Petronius                  | 1ª fase       |
| 2019    | Jezabel                                 | Tadeu                      |               |
| 2021    | Cidade Invisível                        | Manaus / Boto Cor-de-Rosa  | 7 episódios   |
| 2021    | Genêsis                                 | Namael                     | [ 17 ] [ 18 ] |
| 2022    | Reis                                    | Lamar                      |               |
| 2024-25 | Reis                                    | Onri                       |               |
| 2025    | A Vida Secreta do Meu Marido Bilionário | Sebastião Torres           |               |

### Cinema
| Ano  | Título             | Personagem | Notas          |
| ---- | ------------------ | ---------- | -------------- |
| 2012 | Redenção           | Chico      | Curta-metragem |
| 2019 | Micha              | Davi       |                |
| 2022 | Bashir             | André      | Curta-metragem |
| 2024 | Lágrimas no Escuro | Pedro      | Curta-metragem |

### Videoclipes
| Ano  | Canção | Artista |
| ---- | ------ | ------- |
| 2013 | Zen    | Anitta  |